# Нижній Тереш
Нижній Тере́ш (рос. Нижний Тереш) — селище у складі Прокоп'євського округу Кемеровської області, Росія.

## Населення
Населення — 17 осіб (2010; 31 у 2002).
Національний склад (станом на 2002 рік):
- росіяни — 84 %